# Edmund Reitter

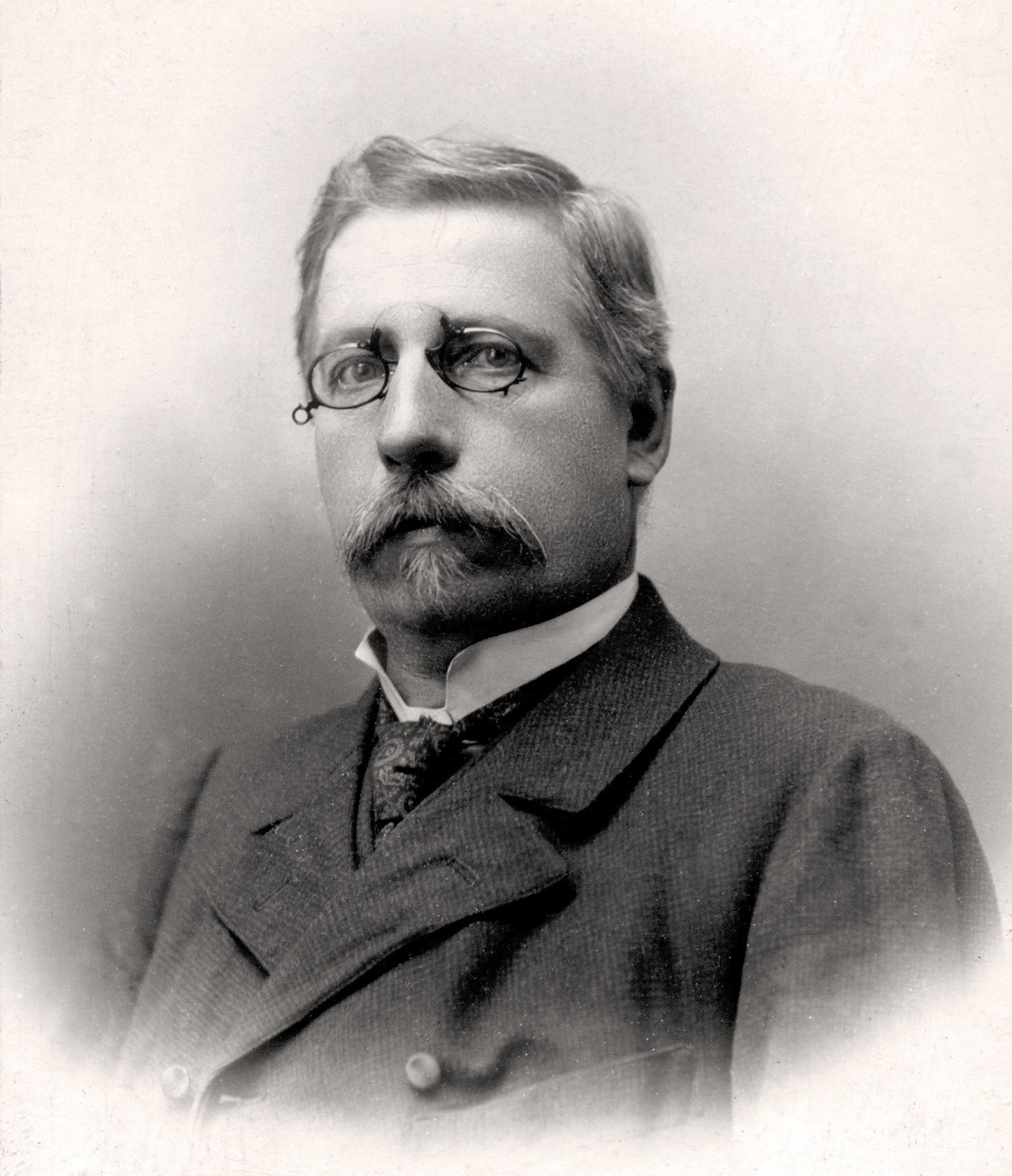
Edmund Reitter

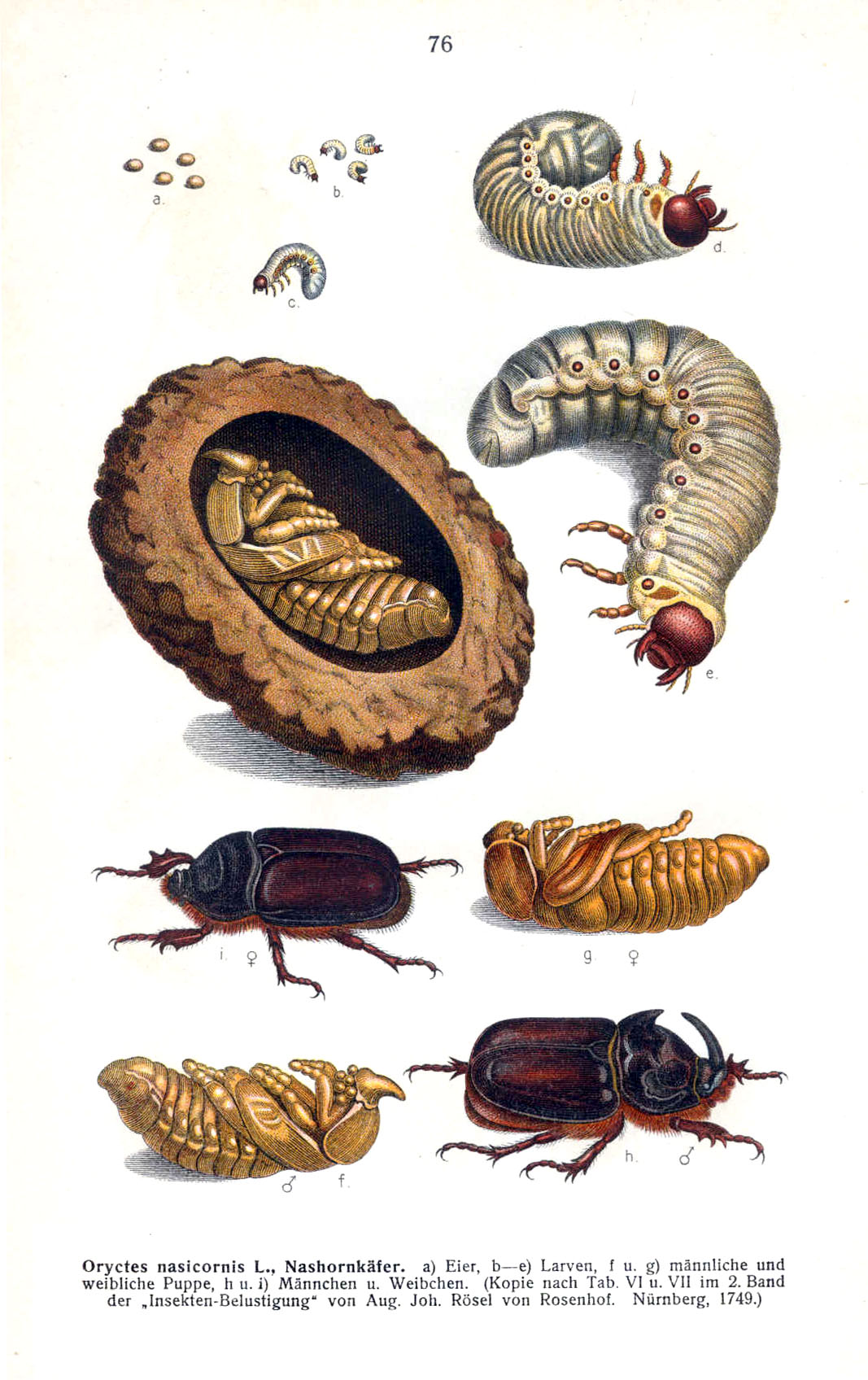
Lebenszyklus des Nashornkäfers vom Ei über Larven und Puppe zum erwachsenen Tier; aus Edmund Reitters Fauna Germanica. Die Käfer des Deutschen Reiches. Band II (1909)

Edmund Reitter (* 22. Oktober 1845 in Müglitz, Mähren; † 15. März 1920 in Paskau, Mähren) war ein österreichischer Kaufmann, Käfersammler, Insektenhändler und Entomologe.

## Leben
Reitter kann als Beispiel eines Autodidakten des ausgehenden 19. Jahrhunderts gelten. Seine Befähigungen hierzu bezeichnete sein Freund Ludwig Ganglbauer als geradezu genial.
Sein Vater war Förster beim Grafen Larisch-Moennich in Karwin. Edmund hätte sich diesen Beruf ebenfalls gewünscht, hatte aber keine Aussicht auf einen Posten. So trat er nach Volks- und vier Jahren Realschule in Troppau 1859 als Agronom in den Dienst des Grafen, fand dabei aber noch genug Zeit zur Weiterbildung und Beschäftigung mit der Natur, z. B. dem Sammeln von Schmetterlingen. Kurz darauf wechselte er zu den Käfern; 1867 unternahm er bereits eine Sammelreise mit den namhaften Käferforschern Ludwig Miller, seinem wichtigsten Förderer, und Marian von Lomnicki in die Ostkarpaten. Das Insektensammeln war damals – wie etwa das „Botanisieren“ (Pflanzensammeln) (oder die „Philatelie“) – eine beliebte „Leidenschaft“ breiterer Kreise geworden, so dass manch „fehlendes Stück“ auch käuflich zu erwerben war.
Reitter, inzwischen seit 1869 in Paskau Ökonomiebeamter (Teich-Bewirtschafter und Finanzberater) des Grafen Saint-Genois und seit 1871 verheiratet, war zweifellos sehr geschäftstüchtig. Er eröffnete 1879 in Wien eine Insekten- und Insektenliteratur-Handlung, anfangs „Naturhistorisches Institut“ genannt, und finanzierte so weitere Sammelreisen. Seine Agenten kamen bis in den Kaukasus, nach Armenien, Sibirien und in die Mongolei. Zahlreiche Sammelreisen führten ihn insbesondere nach Ost- und Südosteuropa. Als Sammler war er ungemein erfolgreich, unter anderem, weil er in vielen Gebieten als Erster mit dem Insekten-Sieb die Käfer aus Laubstreu u. ä. auslas – eine Methode, die er auch vielen Kollegen erst „schmackhaft“ gemacht hat. 1881 übersiedelte er mit seinem Geschäft nach Mödling und von da 1891 auf Wunsch seiner zweiten Frau, mit der er fünf Kinder hatte, endgültig zurück nach Paskau. Eine Weile bemühte er sich auch um eine akademische Laufbahn, etwa in München, wo eine Filiale seines Geschäfts noch besteht. Mit seiner lauteren (offenen, auch lauten), geradlinigen Art hat er viele Entwicklungen der Entomologie seiner Zeit angestoßen oder wie ein Katalysator ihnen zum Durchbruch verholfen, und zwar auch auf akademischem und musealem Niveau, da diese Bereiche ja (damals z. B. in Wien) engstens zusammenwirkten. Publikatorisch sah er seine Aufgabe darin, alle einheimischen Käferfamilien in Tabellen (zum Bestimmen) und Katalogen (zuletzt 1906 gipfelnd im Catalogus Coleopterorum Europae, Caucasi et Armeniae Rossicae von Heyden, Reitter und Weise, 3. Aufl., im Eigenverlag) auch für Dilettanten zu erschließen.
In reiferem Alter begann er sich für Okkultes zu interessieren. Gegen Ende seines Lebens äußerte Reitter spiritistische Neigungen und Erfahrungen. So will er 1911 aus dem Geisterreich erfahren haben, dass seinem Freunde Ganglbauer im Juni große Gefahr drohe. Dieser starb dann tatsächlich im Juni – wenngleich erst 1912. Die letzten Lebensjahre waren durch Bronchitis und Lungenemphysem eingeschränkt, aber er arbeitete vom Bett aus praktisch bis zum Ende.
Edmund Reitter war vor allem bekannt als Experte für Käfer der Paläarktis. Er war seit 1900 Kaiserlicher Rat und 1881 Mitbegründer und Redakteur der Wiener Entomologischen Zeitung. Außerdem war er Mitglied und Ehrenmitglied der Deutschen Entomologischen Gesellschaft in Berlin, des Vereins für schlesische Insektenkunde in Breslau, des Museum Francisco-Carolinum in Linz, des Vereins für Insektenkunde in Österreich ob der Enns, der Société entomologique de Russie in Sankt Petersburg, der Société entomologique d’Égypte und der Nederlandsche entomologische Vereeniging in Rotterdam. Als korrespondierendes Mitglied wirkte er beim Naturwissenschaftlichen Verein in Troppau, der Societas pro Fauna et Flora Fennica in Helsingfors und der Real Sociedad Española de Historia Natural in Madrid.
Die Sammlung der Käfer Reitters ist heute Bestandteil der zoologischen Sammlungen im Ungarischen Naturwissenschaftlichen Museum in Budapest, wohin er sie für 30.000 Kr verkaufte – aus den USA lag ein Angebot zum selben Betrag in $ vor! Sie enthält mehr als 30 000 identifizierte Arten, darunter die Typusexemplare von etwa 5 000 Arten, Unterarten oder Varietäten.

## Veröffentlichungen
Sein Hauptwerk bildet die
- Fauna Germanica. Die Käfer des Deutschen Reiches. 5 Bände, K. G. Lutz, Stuttgart 1908–1916 (digital: Edmund Reitter: Fauna Germanica – Die Käfer des Deutschen Reiches, Digitale Bibliothek, Band 134 (CD-ROM), Directmedia Publishing GmbH, Berlin 2006. ISBN 3-89853-534-7).

 I. Adephaga (1908). II. Lamellicornia (1909). III. Diversiccrnia und Heteromera (1911). IV. Phytophaga (1908). V. Rhynchophora (1916).
Dieses Werk, gemeinsam mit zahlreichen Spezialisten verfasst und mit etwa 170 Tafeln illustriert, begründet Reitters Ruhm bis heute. Reitter schuf es im Auftrag des Deutschen Naturkunde-Lehrervereins; es wurde in einer Auflage von 35.000 Exemplaren gedruckt, war daher preiswert erhältlich und fehlte in kaum einer Sekundarschul-Bibliothek. Die Detail-Tafelabbildungen sind zwar oft recht fehlerhaft, was der grundsätzlichen Brauchbarkeit aber keinen Abbruch tut.